# Convento de los Terceros Franciscanos (Sevilla)
El antiguo convento de Nuestra Señora de la Consolación, conocido como convento de los Terceros Franciscanos por ser de esa orden, se encuentra en la ciudad de Sevilla (Andalucía, España). Fue fundado en 1602. La iglesia es un templo católico y sede principal de la Hermandad de la Cena.
El convento, desamortizado en 1835, y el anejo palacio de los Ponce de León fueron acondicionados en 1990 para ser la sede administrativa de EMASESA.

## Historia
El convento fue fundado en 1602 por la Tercera Orden de San Francisco en la capilla de San Cosme y San Damián, situada en la calle Cabezas (actual calle Sol), en la collación de Santa Catalina, y en la aneja casa de los marqueses de Villafranca del Pítamo y Carrión de los Céspedes. En 1603 se agregó a este convento el monasterio de San Juan de Moraniña, en Bollullos Par del Condado. El edificio del monasterio fue vendido al sacerdote de Almonte. Cuando los religiosos de San Juan de Moraniña se trasladaron al convento de los Terceros se llevaron a Sevilla su imagen de Nuestra Señora de la Consolación, lo que generó un pleito vecinal por la devoción que se le profesaba que se solucionó con la entrega de otra Virgen a la ermita local, con la advocación de Nuestra Señora del Socorro.
El convento se amplió con la adquisición de nuevas casas. Entre 1627 y 1641 el arquitecto Diego Gómez realizó la iglesia, el claustro y toda la fachada del convento. La obra concluyó a finales del siglo XVII.
A comienzos del siglo XVII los terceros seglares fundaron la Hermandad de Esclavitud de Nuestra Señora de la Encarnación, que desde 1651 tuvo su capilla propia en la iglesia conventual. Esta hermandad desapareció en la ocupación francesa de la ciudad, a comienzos del siglo XIX.
En 1611 se instaló en este convento la Hermandad de Cristo Atado a la Columna. Durante la ocupación francesa de la ciudad, a comienzos del siglo XIX, se trasladó a la iglesia de Santiago, regresando posteriormente. En 1904 se trasladó a la capilla de la Real Fábrica de Tabacos y en 1965 se trasladó a una capilla del barrio de Los Remedios, a donde se había trasladado la tabacalera. Es conocida como Hermandad de las Cigarreras.
En 1587 se había instalado en la Iglesia de San Cosme y San Damián la Hermandad de la Entrada en Jerusalén, el Cristo del Amor y Nuestra Señora del Socorro. Esta se mantuvo aquí tras la fundación del convento en 1602. En 1810, por la ocupación francesa, debió trasladarse a la iglesia de San Miguel. La iglesia de San Miguel fue derribada tras la Revolución de 1868 y la hermandad regresó a la iglesia de los Terceros. En 1870 se trasladó a la iglesia del Dulce Nombre y, posteriormente, se trasladó a otros templos. En 1922 la Hermandad del Cristo del Amor se instaló definitivamente en la colegiata del Salvador, donde tiene su sede canónica.
En 1742 los terceros fundaron la Confraternidad de la Vía Sacra, que tenía como titular a un Cristo de la Buena Muerte, aunque desapareció en 1758.
En 1795 se fundó aquí la Hermandad de Santa Rosalía de Palermo, de beneficencia.
Con la invasión francesa de la ciudad, en 1810, los religiosos fueron exclaustrados. Regresaron en 1819. El convento fue desamortizado en 1835.
Desde 1973, la iglesia es la sede canónica de la Hermandad de la Cena, donde albergan las imágenes de Jesús de la Sagrada Cena, el Stmo. Cristo de la Humildad y Paciencia y Ntra. Señora del Subterráneo, Reina de Cielos y Tierra, que procesionan cada Semana Santa en la tarde-noche del Domingo de Ramos. Y tienen como titular letífica a Ntra. Señora de la Encarnación, la cual se fusionó con la Hdad. de la Cena en 1995.

## Descripción
El antiguo convento de la Orden Tercera franciscana se articula en torno a dos claustros separados por una crujía central y conectados por un gran cuerpo de escaleras.
El mayor de los claustros, paredaño al lado del evangelio de la iglesia, presenta planta rectangular con arcos de medio punto sobre columnas toscanas elevadas sobre pedestales con rombos en sus cuatro frentes. Las galerías se cubren con bóvedas de arista apoyadas en los muros sobre ménsulas y, hacia el espacio abierto interior, los arcos se decoran con molduras y claves resaltadas en color almagra, pilastras e incisiones horizontales en las enjutas. En la planta superior, por cada arco de la inferior, hay un balcón adintelado enmarcado y separado del siguiente por pilastras.
El otro claustro es de planta cuadrada con galerías abiertas por arcos de medio punto sostenidos por pilares a los que se adosan pilastras y dos plantas con balcones adintelados. Las galerías se cubren con bóvedas de arista separadas por arcos de medio punto que descansan en ménsulas.
La escalera principal, construida entre 1690 y 1697 por el fraile Manuel Ramos, alabada por la crítica como magnífico ejemplar del barroco andaluz, se eleva en las tres plantas del edificio partiendo de dos tramos de arranque independientes desde uno y otro claustro. El juego del doble orden de columnas toscanas pareadas, evita la presencia de muros de carga y permite una visión diáfana de los balconajes de los pisos superiores y de la bóveda oval de cerramiento.
Las dependencias conventuales están actualmente muy remodeladas debido al estado de deterioro en que se encontraban y por su adaptación al uso de oficinas, debiendo mencionarse un artesonado de casetones, procedente del palacio de los Ponce de León, que cubre un salón de reuniones situado en la crujía de fachada.
Al exterior se ofrece una sobria fachada que se adapta al perfil ligeramente curvo de la calle, con tres alturas delimitadas por cornisas y vanos adintelados recercados entre pilastras. Presenta solo dos puertas que no destacan apenas en el conjunto por la ausencia de elementos decorativos. En este contexto resalta la concentración ornamental de la portada de la iglesia.

### Iglesia de Nuestra Señora de la Consolación
La iglesia queda señalada en altura por una espadaña de dos cuerpos y su ingreso principal se efectúa por una portada-retablo con tres calles separadas por gruesas pilastras compuestas a base de la superposición de volúmenes muy cúbicos en los que abunda la decoración geométrica junto con otra de tipo vegetal. En la calle central se abre el gran vano adintelado de la puerta coronado por un tímpano mixtilíneo en cuyo interior campea el escudo de la Orden Tercera. Sobre él, en una hornacina se sitúa una imagen de la Virgen de Consolación (con inscripción identificadora de su advocación), sobre la que vuela la paloma del Espíritu Santo. Una escultura de San Miguel Arcángel remata la calle central. En las calles laterales se disponen hornacinas para esculturas, hoy sustituidas, y tondos con los relieves de Santa Clara y Santa Rosa de Viterbo; así mismo esculturas (San Antonio, Santa Isabel de Hungría, San Ivo y Santa Isabel de Portugal) rematan las pilastras. Y presidiendo el altar, el conjunto escultórico de la Sagrada Cena.
La planta de la iglesia es de cruz latina, de una sola nave con cinco tramos y cúpula sobre el crucero. A ambos lados se abren capillas laterales, en el brazo izquierdo se encuentra la imagen de Nuestra Señora del Subterráneo, Reina de Cielos y Tierra y en el retablo derecho el Santísimo Cristo de la Humildad y Paciencia. A los pies un amplio coro alto que abarca dos tramos de nave. El rasgo más interesante del sotocoro está en sus yeserías de trazos muy claros y motivos voluminosos (vegetales, ángeles portadores de guirnaldas, frutos, etc.) en torno a un anagrama mariano.
La nave de la iglesia presenta tres alturas. En la primera encontramos los accesos a las capillas laterales a través de arcos de medio punto entre pilastras pareadas lisas; en la segunda, las pilastras incorporan, a modo de basa y capitel, motivos vegetales de gran desarrollo y entre ellas se abren vanos, que comunican con las capillas en altura, decorados con antepechos de madera tallada, dorada y policromada; en la tercera, separada por una cornisa de dentellones, y, tras un antepecho, se encuentran grandes ventanales.
En el lado del evangelio, a través de un arco abierto en el sotocoro se accede a la capilla de los Santos Reyes, con decoración pictórica de bustos de santos como Santa Isabel de Portugal, Santa Blanca de Francia, San Luis Rey o San Fernando, todas del siglo XVIII.
Contigua a la anterior, la capilla sacramental, cuyas rejas contienen una inscripción eucarística, ofrece también pinturas murales: óvalos con santos de la Orden Tercera rodeados de decoración que imita labores de yeserías en los arcos de ingreso y yeserías fingidas, complicadas grecas, frisos y festones, los Padres de la Iglesia y el escudo de la orden en la bóveda.
Frente a la capilla sacramental en el lado de la epístola está la capilla de la Esclavitud de Nuestra Señora de la Encarnación, con reja alusiva a la hermandad y pinturas doradas de ángeles entre cintas, frutos y roleos vegetales. En la solería se encuentran las lápidas de Alonso Ximenez Batres y de los hermanos. Se halla en notorio estado de abandono al igual que la sala capitular y sacristía de la hermandad. Tampoco tiene uso actualmente la capilla de la Hermandad de la Sagrada Columna y Azotes situada en el sotocoro.
La sacristía se ubica en paralelo a la nave de la iglesia, es de planta rectangular y se cubre con bóveda de medio cañón con lunetos. Conserva una cajonera adaptada a su perfil, una mesa poligonal de mármoles con interesantes azulejos alrededor de su pie y dos aguamaniles, también de mármoles, empotrados en la pared.

## Palacio de los Ponce de León
Detrás del claustro mayor del convento, se abre un patio de planta aproximadamente triangular al que dan dependencias del antiguo palacio de los Ponce de León. De este importante inmueble persisten escasos restos: una galería porticada de dos plantas y una torre que alberga una escalera imperial realizada en el siglo XIX reutilizando columnas renacentistas, posiblemente procedente de talleres italianos, con capiteles de gran calidad.